# Orfe de la sida

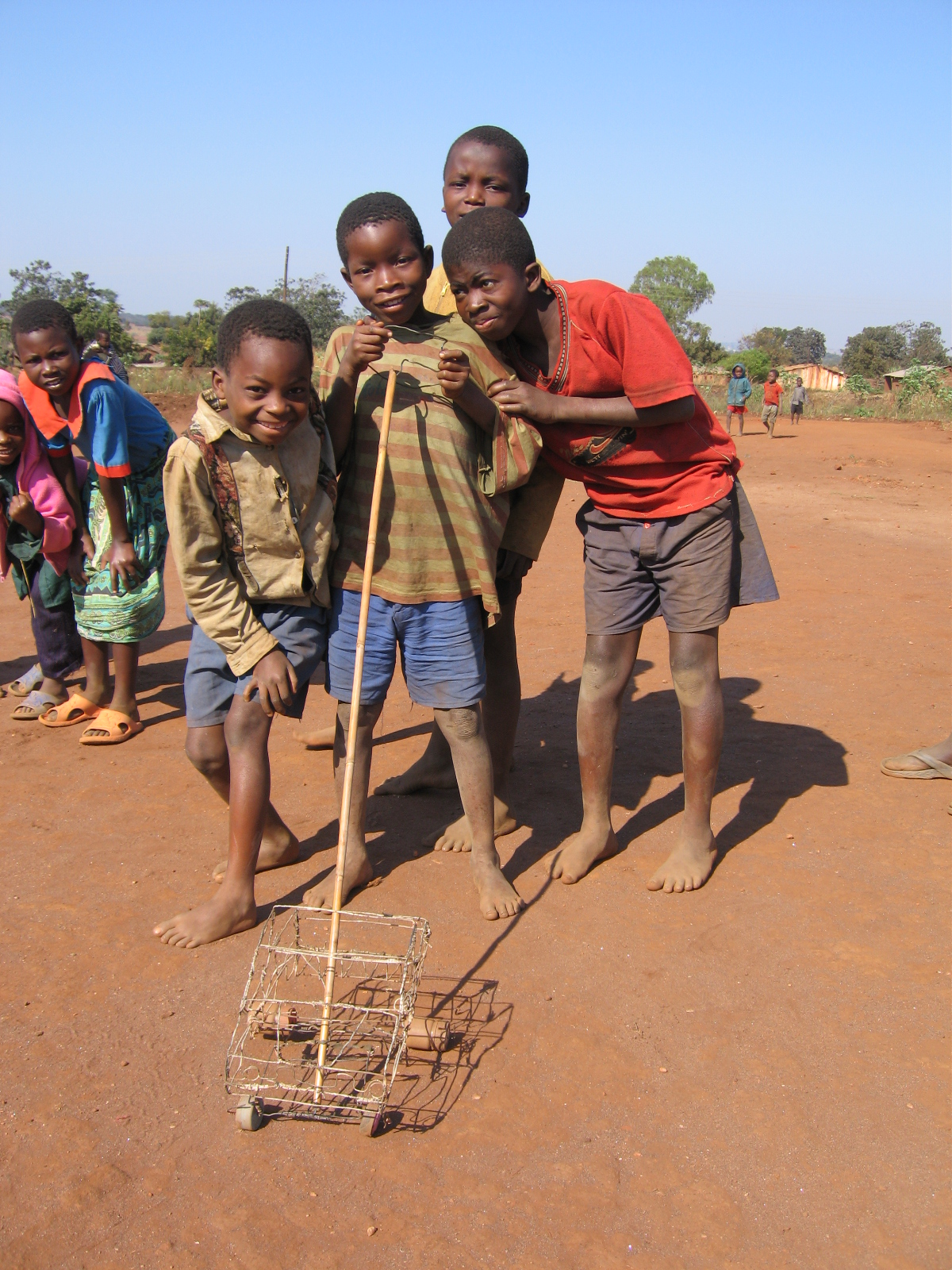
Orfes de la sida a Malawi

Un orfe de la sida és un infant que s'ha convertit en orfe en morir un o ambdós pares a conseqüència de la sida.
Segons estadístiques del Programa Conjunt de les Nacions Unides sobre el VIH/sida (ONUSIDA), l'Organització Mundial de la Salut (OMS) i el Fons de Nacions Unides per a la infància (UNICEF), el terme s'aplica a un nen en el que la mare ha mort a causa de la sida abans del 15è aniversari del jove, sense tenir en compte que el pare estigui encara viu. Com a conseqüència d'aquesta definició, un estudi va estimar que el 80% de tots els orfes de la sida encara té un progenitor viu.
Cada any, 70.000 nens més es converteixen en orfes de la sida, i es preveu que per a l'any 2010 més de 20 milions de nens siguin orfes a causa d'aquesta malaltia.
Ja que la sida afecta principalment a aquells individus que són sexualment actius, les morts relacionades amb la sida afecten sovint a persones que, mitjançant els seus salaris, constitueixen el principal suport de l'economia familiar. Conseqüentment, els orfes de la sida sovint depenen de l'Estat per a la seva cura i manutenció, particularment a l'Àfrica.
El 2007, el nombre més elevat d'orfes de la sida es trobava a Sud-àfrica, tot i que la definició d'orfes de la sida de les estadístiques de Sud-àfrica inclou els nens fins a l'edat de 18 anys que han perdut a un dels pares biològics. El 2005 el nombre més alt d'orfes de la sida, mesurat en percentatge sobre el nombre total d'orfes, es localitzava a Zimbàbue.